# Live Free or Die

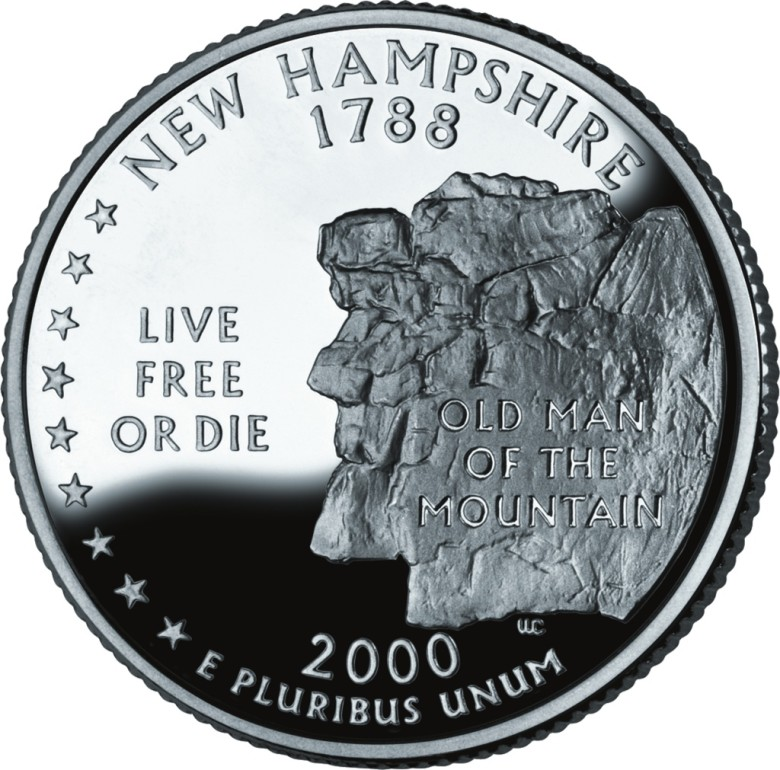
ニューハンプシャー州の２５セント硬貨上の"Live Free or Die"

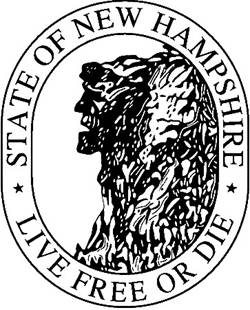
ニューハンプシャー州の州章上の"Live Free or Die"

Live Free or Die（自由に生きる、さもなくば死を）はアメリカ合衆国ニューハンプシャー州の公式標語であり、1945年に採用されている。
おそらく全ての州の標語のうち最も有名なものである。その理由は、この標語がアメリカの政治思想に古くから見られる断定的な独立思想を伝えるものであること、そしてまた、他の州の標語の穏やかな表現と対照的であること、にある。
この言葉は、1809年7月31日に、アメリカ独立戦争においてニューハンプシャーで最も著名な戦士であるジョン・スターク将軍が書いた祝辞から採用された。ベニントンの戦いの記念集会への出席依頼を病気のために断ったスタークは、かわりに祝辞の手紙を送ったのである。
「自由に生きる、さもなくば死を：死ぬ事は最低の悪行ではない」
スタークがこれを書いた時には、"Vivre Libre ou Mourir"（自由に生きる、さもなくば死を）はすでにフランス革命の有名な標語であった。英国の詩人ウィリアム・ワーズワースもまた、このフランス革命の標語を彼の詩の一行に採用している：“We must be free or die, who speak the tongue that Shakespeare spoke.”（シェイクスピアの話した言葉を口にする我々は、自由であるか、さもなくば死ぬべきだ）
これらの標語の元になった可能性のあるものは、パトリック・ヘンリーが、1775年3月23日にthe House of Burgesses(ヴァージニア植民地の立法府下院)で行ったスピーチである。それは以下のフレーズを含んでいた。
「鎖と奴隷制の料金で買われた身として、生きることはそんなに大切か、平和はそんなに素敵なことか？全能の神よ、禁じてください！他の者がどのような道を取るか私にはわかりませんが、自分のとる道はわかっています。私に自由をください、さもなくば死なせてください！」
この標語が記されているニューハンプシャー州の州章が制定されると同時に、この言葉が州の標語として制定された。

## 法廷闘争
1971年に、ニューハンプシャー州議会は、すべての非商業用ナンバープレートに、それまでの"Scenic"に置き換えてこの標語を入れることを命じた。
1977年に、合衆国最高裁判所は、ウーリーとメイナード間の係争430 U.S. 705 について、ニューハンプシャー州は、ナンバープレート上の標語の一部もしくは全部を隠すことを決めたドライバーを起訴することは出来ない、と裁定した。これは、エホバの証人の信者であるジョージ・メイナードが、彼のナンバープレートの"or die"を隠したことについての裁定である。
「宗教の教えと私の信ずるところにより、私は、私の統治者、永遠の命を与えてくれるエホバ王国を信じる。たとえ、その意味するところが、生きることは束縛されること、だとしても、自分の命を投げ出すことは、私の信念に反する。」
メイナードはこの信念にもとづき、1974年初めにナンバープレートのこの標語の一部分を隠すことを始めた。
米国最高裁判所は6-3で彼の方に分があるとし、メイナードが州の標語の受け入れを拒絶することを、1943年のウェストヴァージニア州教育委員会対バーネットの係争で、公立学校において米国国旗に敬礼することを拒否したエホバの証人の信者の子供たちになぞらえた。メイナードが過半数をとったことについて、裁判長のウォーレン・バーガーは次のように述べた。
「我々は、自由に話す権利と全く話すことをやめる権利の両方を含めて、州のとった行動について合衆国憲法修正１条により守られている思想の自由の権利という命題のところから始めた。ここで、バーネットの時のように、定常的に彼の車が彼が受け入れがたい思想の観点で、公共の支持を助長するための道具として衆目にあることを日常生活の一部として個々人に強制する州の施策に我々は向き合った。多くの個々人がニューハンプシャーの標語の要旨に合意している、という事実は試すことではない。多くのアメリカ人は国旗に敬礼することを許容している。」
最高裁判所は、個人が持つ表現の自由の権利より、この裁判に勝つことによる州の利益は小さいと結論付けた。

## 類似の使用

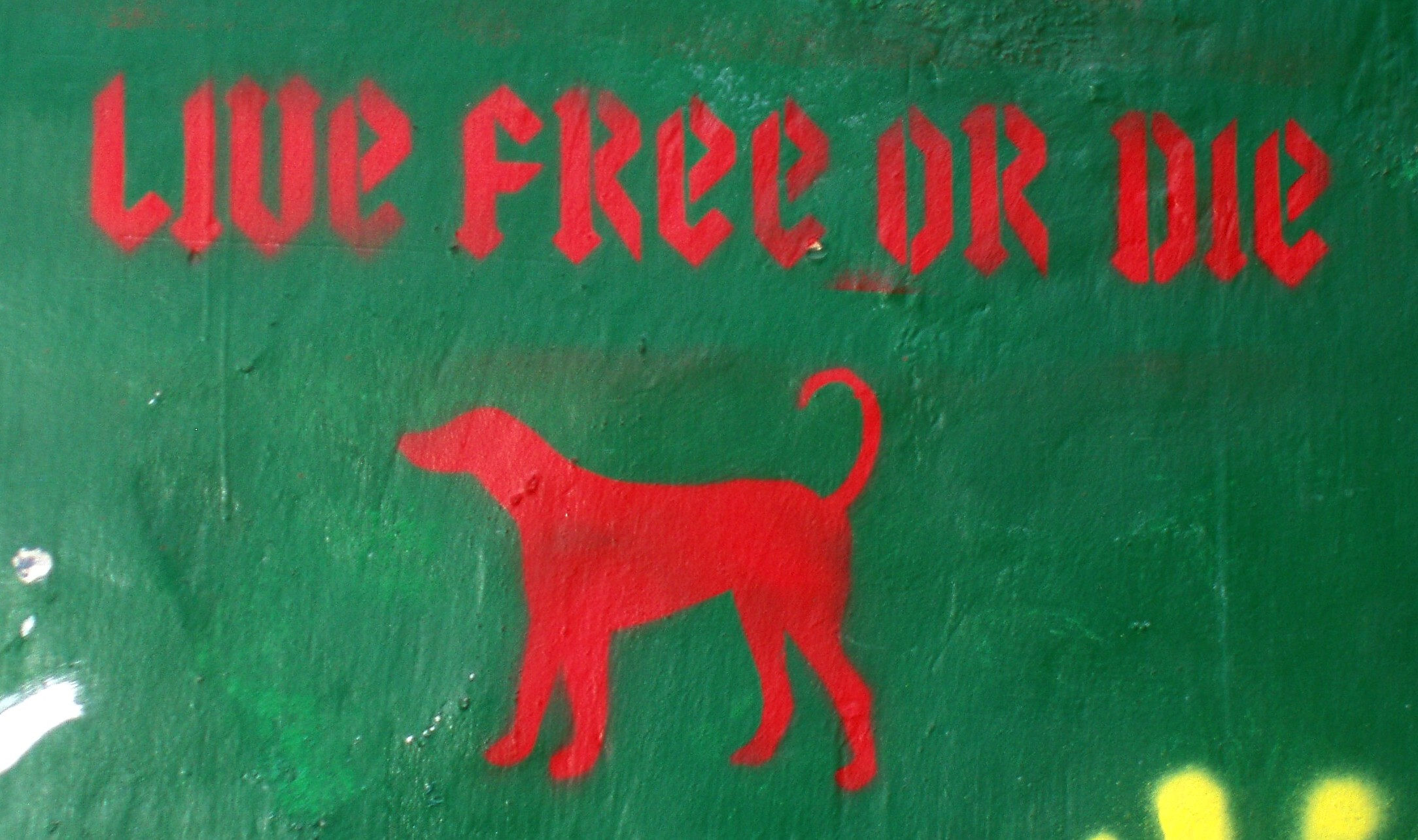
エディンバラ（スコットランド）にある"Live Free or Die"

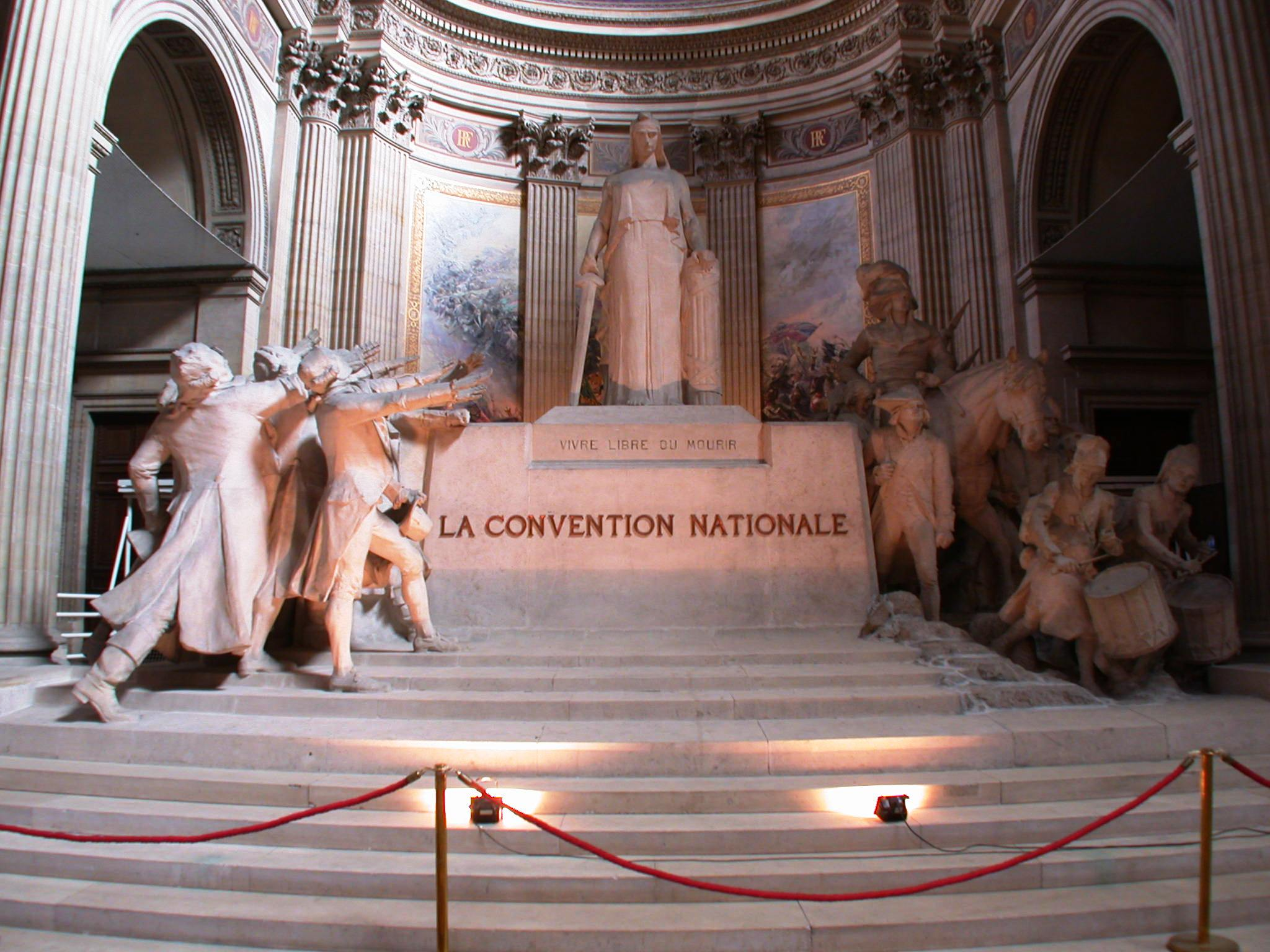
国民公会を表現するパリのパンテオンの中央モニュメント上の標語 "Vivre Libre ou Mourir"

世界中で過去から多くの標語-スローガンが"自由"と"死"を対比させている。以下にその例を示す。
"Vivre Libre ou Mourir"（自由に生きる、さもなくば死を）がフランス革命の中で使われた。これは、1793年から4年にかけての冬の間にカミーユ・デムーランにより書かれた"Le Vieux Cordelier"(ヴィユー・コルドリエ)という新聞の副題だった。
1791-92年に、モネロン兄弟のパリ工場との間での交換通貨として、マシュー・ボールトンのソーホー・ミントで制作された硬貨の表面に、"Vivre libres ou mourir"（自由に生きる、さもなくば死を）が刻印されている。
バルセロナ包囲戦(1713年7月25日-1714年9月11日)の間、バルセロナの防御軍とマウレッツが標語「自由に生きる、さもなくば死を」をカタルーニャ語で「Viurem lliures o morirem」と記した黒い旗を使った。現在では、カタルーニャ独立運動の象徴として使われている。
1582年に、アゾレスのポルトガル人政治家チプリアン・デ・フィグェリドからスペイン国王フェリペ2世に宛てた返信に、"Antes morrer livres que em Paz sujeitos"（平和に征服されるよりもむしろ自由に死ぬ）という言い回しが使われた。これはアゾレス諸島の標語として採用され、自治領の紋章に入っている。
1320年に、ローマ教皇ヨハネス22世に対しスコットランドのイングランドからの独立を伝えるために送った書簡、アーブロース宣言に、以下の文章がある。"It is in truth not for glory, nor riches, nor honours that we are fighting, but for freedom – for that alone, which no honest man gives up but with life itself."（実のところ、我々が戦っているのは、栄光、富、名誉のためではなく、ただ自由のためなのだ。正直者はその命をかけて自由を諦めはしない。）
1804年1月1日に、ジャン＝ジャック・デサリーヌは、フランスの植民地からの独立、ハイチの国家としての独立を宣言した。デサリーヌは、"Vivre libre ou mourir!"（自由に生きる、さもなくば死を！）と叫びながら、フランスの三色旗の白い部分を引き裂いた、と言われている。
1792年12月11-13日に開催された、エディンバラの人民の友協会の最初の代表者会議において、"live free or die"の言い回しがフランス人の宣誓として引用された。
"Свобода или смърт" - "Svoboda ili smart"（自由か死か）という言い回しが、ブルガリアの革命派の間で国家自由化紛争の間に革命のスローガンとして使われた。

### 国の標語
ギリシャ: "Ελευθερία ή Θάνατος" ‐ "Eleutheria i thanatos"（自由か死か）これは1821-1830の ギリシャ独立戦争の標語から引用されている。
ウルグアイ: "Libertad o Muerte"（自由か死か）、"Libertad o con gloria morir"（自由か栄光ある死か）が、ウルグアイの国歌に使われている。
ブラジル帝国: "Independência, ou morte!"（独立か死か！）が、ブラジル帝国の標語だった。
チェチェン・イチケリア共和国: "Ӏожалла я маршо" - "Jozhalla ya marsho"（死か自由か）が同国の国歌と標語として19991-1996年の間使われていた。